# Paul Schulenburg
Paul Friedrich Schulenburg (* 1. November 1871 in St. Louis; † 6. Juni 1937 in Gera) war ein deutscher Unternehmer in der Textilindustrie und ein bedeutender Kunstmäzen.

## Leben
Paul Schulenburg wurde als Sohn eines Deutschamerikaners in St. Louis geboren. Die Familie, deren Wurzeln nach Soest reichen, kam in den USA durch Holzhandel zu Wohlstand und kehrte 1879 zurück nach Deutschland. Paul Schulenburg besuchte eine Textilfachschule und wurde 1895 Prokurist in der Ostthüringer Textilindustrie. 1897 gründete er zusammen mit Alexander Bessler eine Woll- und Seidenweberei in Gera. Als Firma Schulenburg & Bessler expandierte diese schnell und erwarb 1905 die Grundstücke der Textilfabrik Meinhardt & Zimmermann im Geraer Stadtteil Zwötzen. In den 1920er Jahren beschäftigte das Unternehmen bis zu 800 Personen und exportierte in bis zu 50 Staaten. In Zeit von 1925 bis 1928 baute der Architekt Thilo Schoder, ein Meisterschüler von Henry van de Velde, Neu- und Erweiterungsbauten des Unternehmens im Stil des Neuen Bauens, die bis heute erhalten sind. Neben der modernen Ausstattung der Produktionsstätten seines Unternehmens hatte Paul Schulenburg stets die soziale Absicherung seiner Mitarbeiter im Blick: Betriebsrat, Altersvorsorge und Ferienkolonien für die Erholung seiner Beschäftigten waren Teil seines Erfolgsrezepts.
Privat war Paul Schulenburg ein Kunstliebhaber und teilte die Intentionen des Künstlers Henry van de Velde nach einer versachlichten und funktional begründeten Ästhetik. Bereits 1906 erwarb er auf der 3. Deutschen Kunstgewerbeausstellung in Dresden eine Speisezimmer-Einrichtung von van de Velde. 1913 beauftragte Schulenburg van de Velde mit Entwurf und Bau seines Wohnhauses am westlichen Stadtrand der Industriestadt Gera. Mit dem Haus Schulenburg entstand von 1913 bis 1915 ein architektonisches Gesamtkunstwerk, das die neuen Gestaltungsideen in sich vereint. Das Interieur seines Wohnhauses wurde ergänzt durch Holzschnitte von Albrecht Dürer, Zeichnungen von Auguste Rodin, Gemälde von Vincent van Gogh, Paul Signac, Camille Pissarro, Édouard Manet, Claude Monet, Alfred Sisley und Max Liebermann. Skulpturen von George Minne, Guillaume Charlier und Constantin Meunier sowie Werke Thüringer Künstler wie Theodor Hagen, Walther Klemm, Richard Engelmann, Paul Neidhardt, Kurt Günther, Heinrich Linzen und Hilde Linzen-Gebhardt. Otto Dorfner und Thilo Schoder waren als Buchkünstler in seiner umfangreichen Sammlung vertreten. Neben seiner Vorliebe für Autos der Marke Maybach war Paul Schulenburg auch ein Orchideenliebhaber. Schulenburgs Gewächshaus beherbergte die seinerzeit größte Orchideensammlung Deutschlands.
Verheiratet war Paul Schulenburg mit Elisabeth geb. Thierbach, einer Gutsbesitzertochter aus Lobeda bei Jena. Die Schulenburgs hatten fünf Kinder: Wolfgang, Richard, Grunhilde, Adelheid und Joachim. Paul Schulenburg erkrankte früh und übergab das Unternehmen an seine Söhne Wolfgang und Richard, die das Unternehmen nach Schulenburgs Tod bis Ende des Zweiten Weltkriegs weiterführten. 1947 wurde die Familie enteignet und verließ Gera.